# 前ヶ汐英太郎
前ヶ汐 英太郎（まえがしお えいたろう、1923年10月1日 - 没年不明）は、高砂部屋に所属した元力士。本名は徳野 剛（とくの ごう）。愛媛県西宇和郡伊方町出身。173cm、92kg。最高位は西十両11枚目。得意技は小股掬い。

## 経歴
同郷の前田山英五郎（のちの第39代横綱）が所属する高砂部屋に入門、1938年1月場所に初土俵を踏んだ。1944年11月場所、前田山に倣い前ヶ汐英太郎と四股名を改めた場所に幕下優勝を果たし、1945年6月場所に十両に昇進する。新十両の場所は3勝4敗と負け越し、1場所で幕下陥落。翌1946年11月場所に再十両を果たすも5勝8敗と負け越したところで23歳で廃業。俊敏さを活かしたバリエーションが豊富な激しい取り口であり、特に小股救いを得意とした。

## 主な成績
- 通算成績：63勝59敗 勝率.516
- 十両成績：8勝12敗 勝率.400
- 現役在位：18場所
- 十両在位：2場所
- 各段優勝
  - 幕下優勝：1回（1944年11月場所）

### 場所別成績
| 1938年 （昭和13年） | （前相撲）         | （前相撲）            | x                       |
| 1939年 （昭和14年） | 東序ノ口29枚目 2–5 | 西序二段74枚目 3–5    | x                       |
| 1940年 （昭和15年） | 東序二段67枚目 4–4 | 西序二段49枚目 7–1    | x                       |
| 1941年 （昭和16年） | 東三段目56枚目 4–4 | 西三段目38枚目 1–7    | x                       |
| 1942年 （昭和17年） | 西序二段5枚目 5–3  | 西三段目21枚目 4–4    | x                       |
| 1943年 （昭和18年） | 東三段目16枚目 5–3 | 西幕下48枚目 5–3      | x                       |
| 1944年 （昭和19年） | 西幕下33枚目 5–3   | 東幕下14枚目 2–3      | 東幕下19枚目 優勝 5–0   |
| 1945年 （昭和20年） | x                  | 西十両11枚目 3–4      | 西幕下筆頭 3–2          |
| 1946年 （昭和21年） | x                  | 国技館修理 のため中止 | 東十両12枚目 引退 5–8–0 |
| 各欄の数字は、「勝ち-負け-休場」を示す。 優勝 引退 休場 十両 幕下 三賞：敢=敢闘賞、殊=殊勲賞、技=技能賞 その他：★=金星 番付階級：幕内 - 十両 - 幕下 - 三段目 - 序二段 - 序ノ口 幕内序列：横綱 - 大関 - 関脇 - 小結 - 前頭（「#数字」は各位内の序列） |                    |                       |                         |

## 改名歴
- 徳野 剛（とくの ごう）1938年1月場所 - 1938年5月場所
- 宇和嶌（うわじま）1939年1月場所 - 1941年5月場所
- 宇和ヶ嶌（うわがしま）1942年1月場所 - 1944年5月場所
- 前ヶ汐 英太郎（まえがしお えいたろう）1944年11月場所 - 1946年11月場所